# Radio Contact
Radio Contact è un album in studio del gruppo musicale britannico Acoustic Alchemy, pubblicato nel 2003.

## Tracce
1. No Messin'
2. Milo
3. Shelter Island Drive
4. Urban Cowboy
5. El Camino del Corazon
6. Little Daughter
7. Tinderbox
8. What Comes Around...
9. Coffee with Manni
10. Shoestring
11. Turn the Stars On
12. Ya Tebya Lubliu
13. Venus Morena